# 단순 무작위 추출법
단순 무작위 추출법(simple random sampling)은 통계학에서 사용하는, 모집단(population)의 각각의 요소 또는 사례들이 표본(sample)으로 선택될 가능성이 같게 되는 표본 추출법이다. 유한모집단에서 n개의 추출단위로 구성된 모든 부분집합들이 표본으로 선택될 확률이 같도록 설계된 표본추출방법을 뜻한다.

## 설명
단순 무작위 추출법(또는 단순 랜덤 추출법, 단순 임의 추출법)은 모집단에서 개체를 뽑을 때 각각의 개체가 모두 동등한 확률로 뽑히는 확률적 표본 추출(probability sampling) 또는 무작위 표본 추출(random sampling)에 포함되는 하나의 추출법이다. 단순히 각각의 개체를 뽑을 때 동등한 확률을 부여하는 무작위표본추출과는 달리, 단순 무작위 추출법에서는 n개의 추출단위로 얻을 수 있는 모든 부분집합이 표본으로 선택될 확률이 같다. 복원추출법에서는 크기가 N인 모집단에서 n개의 추출단위로 구성된 가능한 표본의 가짓수 {\displaystyle {N \choose n}}에서 각각의 부분집합이 표본으로 선택될 확률이 {\displaystyle 1/{N \choose n}}으로 모두 같도록 하는 추출법이 단순 무작위 추출법이다.
단순 무작위 추출법에는 한 번 뽑힌 요소를 다시 모집단으로 복원하여 표본을 뽑는 복원추출법과 한 번 뽑히면 모집단으로 다시 보내지 않는 비복원추출법이 모두 사용된다. 복원추출법은 비복원추출법에 비해 좀 더 빈번히 사용되며, 모집단의 크기가 비교적 작을 때 적합하다. 모집단의 크기가 크고 표본의 크기가 작을 때에는 같은 요소를 뽑을 확률이 적어지기 때문에 복원추출법과 비복원추출법 간의 차이 또한 적다.
무작위표본추출법 중에 가장 기본적인 유형이지만 실제로 순수한 의미에서의 단순 무작위 추출법은 거의 쓰이지 않는다.

## 다른 추출법과 다른 점
단순 무작위 표본이 되기 위해서는 크기가 n인 모든 부분 집합이 표본으로 선택될 확률이 같아야 하는데, 이는 다른 무작위 표본인 계통 추출법(systematic sampling), 층화 추출법(stratified sampling) 등과 차별화되는 단순 무작위 표본만의 특징이다.
예를 들어, 100명의 학생들 중 10명의 표본을 구할 때 단순 무작위 표본은 난수표를 사용하거나 제비뽑기식의 추출법을 이용하여 무작위로 10명의 표본을 뽑게 된다.
이와 달리 계통추출법을 사용한다면, 100명의 학생들에게 001에서 100까지의 번호를 매겨 무작위로 숫자를 뽑는다. 그 숫자가 013이라면 표본에 뽑히는 번호는 003, 013, 023, 033, 043, 053, 063, 073, 083, 093 이 된다. 이때 이 표본이 뽑히게 될 확률은 1/10이 되며 {001, 002, 003, 004, 005, 006, 007, 008, 009, 010}등의 부분집합이 뽑힐 확률은 0이다.
모집단을 몇 개의 동질적인 집단으로 나누어 각 층이 모집단에 속하는 비율에 따라 표본을 구하는 방법인 층화추출법을 이용한다면 100명의 학생을 60명의 남학생과 40명의 여학생으로 나누어 60명의 남학생 중 무작위로 6명, 40명의 여학생 중 무작위로 4명을 고를 수 있다. 이때 10명이 모두 남학생인 표본이나 모두 여학생인 표본을 구할 수 없다는 점에서 단순무작위표본과 다르다.

## 장점
단순 무작위 추출법은 방법이 단순하고 분류오차(classification error)가 미세하며, 상대적으로 자료를 분석하기 쉽다. 예를 들어, 통계분석을 할 때에 단순무작위추출법으로 구해진 표본을 이용하여 표본의 평균에 대해 신뢰구간을 정할 수 있다. 또한 모집단에 대한 사전지식이 필요하지 않아 모집단에 대한 정보가 아주 적을 때 유용하게 쓰일 수 있다.

## 단점
단순 무작위 추출법은 이론적으로는 가장 단순한 표본추출법이지만 모든 개체가 추출 이전에 확인되어야 하고 표시되어야 하기 때문에 비용이 많이 들고 실현 가능성이 적다는 문제점이 있다. 각각의 개체가 뽑힐 확률이 동일하므로, 표본에 속해있는 개체가 지리적으로 넓게 분산되어 있을 수 있어 이 경우 각각의 개체를 조사할 때 더 큰 비용이 들 수 있다. 그리고 모집단 안에서 집단간의 이질성이 존재할 경우 층화추출법에 비해 모집단의 속성을 잘 반영하지 못한다는 단점이 있다.

## 절차
단순 무작위 추출법을 이용하여 표본을 구할 때 제비 뽑기, 샘플링카드, 컴퓨터의 난수 발생프로그램을 이용하는 방법 등 여러 방법이 존재하는데, 그 중 가장 대표적인 방법은 난수표를 이용하는 것이다. 난수표에 의한 단순 무작위 추출법은 다음과 같다.
1. 모집단에 모든 개체에 같은 자리수의 일련번호를 부여한다.
2. 난수표에서 시작점을 무작위로 정하여 그 시작점으로부터 개체에 부여된 번호와 같은 자릿수만큼의 숫자를 읽어나간다.
3. 반복해서, 같은 자리수의 숫자를 고르되 반복된 숫자나 일련번호로 주어진 숫자 외에는 제외한다. 이 때, 원하는 표본의 크기만큼 숫자를 고른다.
4. 뽑힌 숫자의 일련번호를 가진 개체를 표본으로 정한다.[1]

다음은 어느 고등학교에서 300명의 학생이 있는데 이 중에서 50명의 학생을 뽑아 급식제도에 대한 찬반의견을 조사하려 할 때 난수표를 이용해서 표본을 얻는 방법이다.
우선, 300명의 학생 각각에 001부터 300까지의 번호를 매긴다. 그 다음, 난수표를 이용하여 시작점으로부터 세 자리씩 읽어나가 숫자를 뽑는다. 이 때, 300을 초과하는 숫자나 000은 제외하면서 총 50개의 서로 다른 숫자를 뽑는다. 여기서 뽑힌 숫자들에 대응하는 학생들이 표본이 된다.

## 같이 보기
- 비확률표집
- 여론 조사